# Sophus Bugge
Elseus Sophus Bugge (Larvik, 5 de gener de 1833 – 8 de juliol de 1907) va ser un destacat filòleg i lingüista noruec. El seu treball acadèmic va ser dirigit a l'estudi de les inscripcions rúniques i la filologia nòrdica. Bugge és més conegut per les seves teories i el seu treball sobre alfabet rúnic, l' Edda poètica  i Edda prosaica.

## Antecedents
Elseus Sophus Bugge va néixer a Larvik, al comtat de Vestfold, Noruega. Els seus avantpassats havien estat comerciants, propietaris i capitans de Larvik durant diverses generacions. Bugge va ser cand.mag. (1857) i investigador en lingüística comparada i sànscrit (1860). Va ser educat a Cristiania, Copenhaguen i Berlín.

## Carrera
En 1866 va esdevenir professor de filologia comparada, comparativa de lingüística indoeuropea i nòrdic antic a la Universitat de Cristiania ara Universitat d'Oslo. A més de recollir cançons populars i traduccions noruegues i escriptura en inscripcions rúniques, va fer importants contribucions a l'estudi de les llengües celtes, romàniques, osc, umbre i etrusc. El seu treball científic va ser fonamental per a la filologia nòrdica i la investigació rúnica.
En el seu 1880 treball Els estudis sobre l'origen dels contes mitològics i heroics nòrdics Bugge va teoritzar que gairebé tots els mites en la literatura del nòrdic antic deriven de conceptes cristians i clàssics tardans. Les teories de Bugge han estat rebutjades vehementment, però han tingut alguna influència.
Bugge va ser l'autor d'un gran nombre de llibres sobre filologia i folklore. La seva obra principal, una edició crítica de l'Edda poètica (Norrœn Fornkvæði), va ser publicada a Cristiania en 1867. Va mantenir que els poemes i sagues eddiques eren fonamentades en tradicions cristianes i llatines importades a la literatura escandinava a través d'Anglaterra. Els seus escrits també inclouen Gamle Norske Folkeviser (1858), una col·lecció cançons folklòriques del nòrdic antic; Bidrag til den ældste skaldedigtnings historie (Christiania, 1894); Helge-digtene i den Ældre Edda (Copenhagen, 1896, Eng. trans., La Llar dels Poemes Eddics, 1899); Norsk Sagafortælling og Sagaskrivning i Island (Christiania, 1901), i alguns llibres sobre inscripcions rúniques.
Des de 1902 la visió de Bugge era tan pobre que gairebé no podia llegir. El professor i lingüista Magnus Olsen, assistent i successor de Bugge, llegiria i descriuria nous descobriments d'inscripcions. Els treballs finals de Bugge sobre inscripcions rúniques originals no es van completar abans que morís. Van ser publicats entre 1910 i 1913 gràcies als esforços del professor Olsen.

## Honors
Bugge va ser membre de la Societat Científica de Cristiania (ara Acadèmia Noruega de Ciències) des de 1858 (vice president el 1884), de la Societat Reial Científica Noruega a Trondheim (1865) i altres societat estrangeres. Va ser doctor honorari a la Universitat d'Uppsala en 1877. També fou nomenat cavaller (1877), comandant (1890) i Gran Creu (1896) de la Reial Orde Noruec de Sant Olaf.

## Vida personal
Bugge es va casar el 1869 amb Karen Sophie Schreiner (1835–1897). El seu fill Alexander Bugge va ser un notable historiador.

## Obres seleccionades
- Gamle norske Folkeviser (1858)
- Norrøne Skrifter af sagnhistorisk Indhold (1864–73)
- Norrœn Fornkvæði (1867)
  - Fortale XLVI: Argument contra Hrafna-galdr Óðins.
- Studier over de nordiske Gude- og Heltesagns Oprindelse. Første Række (1881–89)
- Om Runeindskrifterne paa Rök-stenen i Östergötland og paa Fonnaas-Spænden fra Rendalen i Norge, Stockholm (1888)
- Bidrag til den ældste Skaldedigtnings Historie (1894)
- Hønen-Runerne fra Ringerike, hf. 1 i Norges Indskrifter med de yngre Runer (1902)
- Runerne paa en sølvring fra Senjen, hf. 2 i Norges Indskrifter med de yngre Runer (1906)
- Norges Indskrifter med de ældre Runer. Indledning: Runeskriftens Oprindelse og ældste Historie (amb M. Olsen), (pòstum) 1905–13
- Der Runenstein von Rök in Östergötland (amb M. Olsen), (pòstum) 1910